# Gabriel Mann
Gabriel Mann (ur. 14 maja 1972 w Middlebury, w stanie Vermont, w Stanach Zjednoczonych) – amerykański aktor oraz model.

## Filmografia

### Filmy
- 2014: Cesar Chavez jako Bogdanovich Junior
- 2013: Zerosome jako Michael „Lippy” Lippman
- 2011: Fake jako Daniel Jakor
- 2010: Psych:9 jako Cole Hanniger
- 2008: Dark Streets jako Chaz
- 2008: Tęczowy obóz jako pan Murray
- 2008: The Coverup jako Stu Pepper
- 2008: 80 Minut jako Alex North
- 2008: Demption jako Paul
- 2008: Miłość o smaku Orientu jako Ethan
- 2007: Miłość i Mary jako Jake/Brent
- 2006: Valley of the Heart's Delight jako Jack Pacheco
- 2005: Skarbonki
- 2005: Zupełnie jak miłość jako Peter
- 2005: Dominion: Prequel to the Exorcist jako ojciec William Francis
- 2005: Nie wracaj w te strony jako Earl
- 2005: The Big Empty jako Zamyślony facet
- 2004: Krucjata Bourne’a jako Zorn
- 2004: Drum
- 2003: Życie za życie jako Zack Stemmons
- 2002: Tożsamość Bourne’a jako Zorn
- 2002: Porzucona jako Harrison Hobart
- 2001: Josie i kociaki jako Alan
- 2001: Buffalo Soldiers jako Knoll
- 2001: New Port South jako Mike
- 2001: Letnia przygoda jako Auggie Mulligan
- 2001: Things Behind the Sun jako Owen
- 2001: Backstage Pass jako Gabriel Mann
- 2000: Krew niewinnych jako Kenny Ascott
- 2000: Wirtualny seks jako Brian
- 2000: Sleep Easy, Hutch Rimes jako Jesse Proudfit
- 1999: Nauczka z zaświatów jako Matthew „Matt” Jannett
- 1999: No Vacancy jako Michael
- 1999: Prawa młodości jako Jack Wheeler
- 1998: Wielkie nadzieje jako Owen
- 1998: Sztuka wysublimowanej fotografii jako James
- 1998: Powrót Claudine jako Kenneth
- 1998: How to Make the Cruelest Month jako Leonard Crane
- 1997: Heart Full of Rain jako Jacob Dockett
- 1996: Żniwo ognia jako John Beiler
- 1996: Strzelałam do Warhola jako Clean Cut Boy
- 1996: Parallel Sons jako Seth Carlson
- 1995: Stonewall jako Gliniarz

### Seriale TV
- 2014: Tajemnice Laury jako Shane Allen
- 2013: Ray Donovan jako Jacob Waller
- 2011: Zemsta jako Nolan Ross
- 2008: Miecz prawdy jako młody Zeddicus Zu'l Zorander
- 2007: Mad Men jako Arthur Case
- 2003: Carnivàle jako Harlan Staub
- 2002: Jeremiah jako Andrew Kincaid
- 1999: A życie kołem się toczy jako Ethan
- 1999: Westeland jako Justin
- 1998: Wyspa Fantazji jako Cybil Hammond
- 1997: Ostry dyżur jako Carl Twomey